# Arken (konstmuseum)

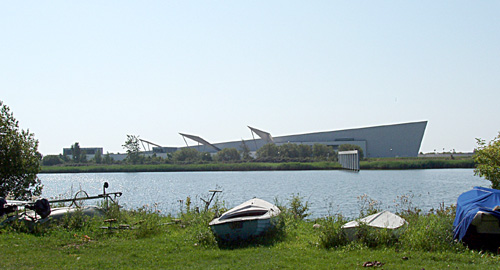
Arken.

Arken Museum for Moderne Kunst är ett danskt statligt konstmuseum för modern konst i Ishøj vid Køge bugt, omkring 20 km söder om Köpenhamn.
Museet tillkom efter politiska önskemål om att etablera en stor kulturinstitution i Köpenhamns sydvästra förorter. Det invigdes i mars 1996 och är ritat av Søren Robert Lund. Det byggdes ut 2008 efter ritningar av arkitektbyrån C.F. Møller och har därefter en yta på 13 500 kvadratmeter.

## Direktörer
Arkens första chef var Anna Castberg, som tillträdde 1994 och avskedades med omedelbart varsel i augusti 1996, fem månader efter invigningen. Museets ekonomi var då mycket dålig, men framför allt hade Jyllands-Posten avslöjat att Anna Castbergs imponerande meritförteckning, med bland annat en doktorsexamen från Courtauld Institute of Art i London, i sin helhet var falsk.